# La Cochère
La Cochère är en kommun i departementet Orne i regionen Normandie i nordvästra Frankrike. Kommunen ligger i kantonen Exmes som tillhör arrondissementet Argentan. År 2018 hade La Cochère 150 invånare.

## Befolkningsutveckling
Antalet invånare i kommunen La Cochère
| Referens: INSEE |